# Союз українських журналістів і письменників на чужині
Сою́з украї́нських журналі́стів і письме́нників на чужині́ (СУЖП) — професійна і культурно-освітня організація, заснована 1919 у Відні. Перший голова — В. Кушнір.
З ініціативи Союзу 1921 постав Український вільний університет у Відні. З 1925 осідок у Празі. Провадив інтенсивну діяльність у 1930-х років за головування С. Сірополка.
Число членів 50 — 70. СУЖП інформував іноземну пресу й міжнародні організації про становище України під радянською і польською окупацією, влаштовував доповіді тощо. Припинив діяльність у 1945.